# Zeno Beach
Zeno Beach è un album in studio del gruppo rock australiano Radio Birdman, pubblicato nel 2006.

## Tracce
1. We've Come So Far (To Be Happy Today)
2. You Just Make It Worse
3. Remorseless
4. Connected
5. Die Like April
6. Heyday
7. Subterfuge
8. If You Say Please
9. Hungry Cannibals
10. Locked Up
11. The Brotherhood of Al Wazah
12. Zeno Beach

## Formazione
- Chris Masuak – chitarra
- Jim Dickson – basso
- Russell Hopkinson – batteria
- Pip Hoyle – tastiera
- Deniz Tek – chitarra
- Rob Younger – voce